# Seznam slovenskih opernih skladateljev
Seznam slovenskih opernih skladateljev.

## B
Darijan Božič - 
Matija Bravničar - 
Danilo Bučar - 

## C
Kruno Cipci - 

## F
Anton Foerster - 

## G
Fran Gerbič - 
Vinko Globokar - 
Radovan Gobec - 
Jani Golob - 
Peter Golovin - 
Janko Gregorc - 
Jerko Gržinčič - 

## H
Emil Hochreiter - 

## I
Benjamin Ipavec - 
Josip Ipavec - 
John Ivanuš - 

## J
Davorin Jenko - 
Brina Jež Brezavšček - 
Josip Jiranek -
Matjaž Jarc

## K
Marij Kogoj - 
Marjan Kozina -

## L
Josip Lavtižar - 
Bogo Leskovic - 
Mihovil Logar - 

## M
Gašpar Mašek - 
Alojzij Mav - 
Pavel Mihelčič - 
Marko Mihevc - 
Jurij Mihevec -

## O
Janez Osredkar - 
Slavko Osterc - 

## P
Viktor Parma - 
Marijan Pišl - 
Mirko Polič - 
Franc Pollini - 

## R
Josip Raha - 
Pavel Rasberger - 

## S
Alojzij Sancin - 
Kazimir Sancin - 
Hugolin Sattner - 
Risto Savin (Friderik Širca) - 
Ferdo Skok - 
Anton Stöckl - 
Tomaž Svete - 
Heribert Svetel - 

## Š
Saša Šantel - 
Pavel Šivic - 
Lucijan Marija Škerjanc - 
Danilo Švara -

## T
Matija Tomc -

## V
Marko Vezovišek - 
Fran Serafin Vilhar - 
Miroslav Vilhar -
Ubald Vrabec - 
Mitja Vrhovnik Smrekar - 
Larisa Vrhunc -

## W
Hugo Wolf -